# Pyramidenspitze
Pyramidenspitze je vrchol v nadmořské výšce 1997 m v pohoří Zahmen Kaiser v severní části  Kaisergebirge v Tyrolsku.
Pyramidenspitze je sice teprve druhým nejvyšším vrcholem pohoří Zahmen Kaiser po téměř neznámém 2002 m n. m. vysokém Vordere Kesselschneid, ale je jeho nejznámějším a nejčastěji zdolávaným vrcholem. Na jihu a západě se od Pyramidenspitze táhne krasová, borovicemi porostlá náhorní plošina, která zčásti prudce spadá do Kaisertalu a táhne se dlouhým hřebenen s několika vrcholy až do Kufsteinu. Na severu se nachází sedlo Jovenspitze. Na severozápadě Pyramidenspitze strmě klesá nad Eggersgrinn, na severovýchodě se lomí skalnatými srázy do Winkelkaru.

## Geologie
Hlavní horninou je světle šedobílý Wettersteinský vápenec.

## Trasy
Od západu se na Pyramidenspitze dostanete od chaty Vorderkaiserfeldenhütte po dlouhé, ale vděčné stezce, která vede kolem Naunspitze (1633 m n. m.), Petersköpfl (1745 m n. m.) a Einserkogel (1924 m n. m.) a na vrcholový kříž Pyramidenspitze se dostanete bez problémů za 2,5 hodiny.  
Severní trasa s výchozím bodem v Durchholzenu je náročnější. Tato trasa je snadná až k Winkelkaru, odtud vede na vrchol via ferrata (A/B), doba chůze celkem 3 hodiny při výstupu. Hrozí zde také značné riziko pádu kamení.